# Сарюсофон
Сарюсофо̀н (на френски: sarrussophone, от името на изобретателя си - френския капелмайстор Sarrus и гръцката дума за звук - phone) е меден духов музикален инструмент с клапи, подобни на тези при саксофонa, с конична форма и двойно тръстиково езиче (стройка). Инструментът е конструиран през 1856 г. от парижкия майстор на музикални инструменти Готро, по инициатива на Сарюс. Сарюсофонът влиза в употреба веднага след появяването си, като се използва в 7 големини — от сопранова до контрабасова. Влиза в състава предимно на духовите оркестри, но басовата разновидност (S. Bass) намира приложение и в симфоничните оркестри, където замества контрафагота. В съвременните оркестри се използва много рядко.